# Jesu, du, som i din famn
Jesu, du, som i din famn är en doppsalm av Benjamin Schmolck. Den översattes till svenska av Severin Cavallin. 
Melodin är en tonsättning av Johann Rudolph Ahle från 1664 och enligt Koralbok för Nya psalmer, 1921 är det samma melodi som till psalmen Du som var den minstes vän (1819 nr 341) och den ännu äldre psalmen Käre Jesus, vi är här (1695 nr 232 och 1986 nr 406).

## Publicerad som
- Nr 500 i Svenska Missionsförbundets sångbok 1920 under rubriken "Dop".
- Nr 555 i Nya psalmer 1921, tillägget till 1819 års psalmbok under rubriken "Kyrkan och nådemedlen: Dopet".